# Joanna Tokarska
Joanna Tokarska – była polska piłkarka, komentatorka telewizyjna.

## Kariera klubowa
W wieku 13 lat zadebiutowała w seniorskich rozgrywkach ligowych, a rok później, po awansie Zagłębianki Dąbrowa Górnicza na najwyższym poziomie rozgrywkowym. W 1997 roku przeszła do Medyka Konin, a w 2000 do Czarnych Sosnowiec. Karierę zakończyła w roku 2004.

## Kariera reprezentacyjna
W latach 1994-1998 była członkinią młodzieżowej reprezentacji Polski. Brała udział w eliminacjach pierwszych młodzieżowych mistrzostw Europy kobiet. W roku 1997 dostała pierwsze powołanie do seniorskiej reprezentacji Polski. Zadebiutowała 21 marca 1998 w Gueret w meczu z Francją. W latach 1998–2004 rozegrała 20 oficjalnych spotkań międzypaństwowych, zdobywając w nich 1 bramkę.
| Gole w reprezentacji | Gole w reprezentacji | Gole w reprezentacji | Gole w reprezentacji | Gole w reprezentacji | Gole w reprezentacji | Gole w reprezentacji | Gole w reprezentacji |
| Lp.                  | Data                 | Miasto               | Przeciwnik           | Wynik                | Gole                 | Rozgrywki            |                      |
| -------------------- | -------------------- | -------------------- | -------------------- | -------------------- | -------------------- | -------------------- | -------------------- |
| 1.                   | 28.07.2001           | Żywiec               | Słowacja             | 2:0                  | 90'                  | mecz towarzyski      |                      |

## Sukcesy

### Czarni Sosnowiec
- Mistrzostwo Polski (1999/2000)
- Puchar Polski (1999/2000, 2001/02, 2002/03)

## Komentatorka telewizyjna

### Eurosport
12 lutego 2014 r. po raz pierwszy skomentowała mecz kobiecej piłki w Eurosporcie - spotkanie Holandia-Belgia w ramach eliminacji Mistrzostw Świata (w duecie z Michałem Zawackim). Dla tej stacji komentowała także mecze Ligi Mistrzyń, mundialu w 2015 roku, EURO 2017, turnieje kobiecej piłki nożnej na igrzyskach olimpijskich w Tokio i Paryżu oraz wiele edycji młodzieżowych mistrzostw Europy i świata.

### Polsat Sport
W latach 2015-2019 roku komentowała w Polsacie mecze reprezentacji Polski w eliminacjach EURO 2017 oraz mundialu 2019, w latach 2017-2021 mecze finałowe Pucharu Polski kobiet, a w latach 2018-2022 - Ligi Mistrzyń. Powróciła na antenę tej stacji jesienią 2024 roku, kiedy Polsat wykupił sublicencję na pokazywanie edycji 2024/2025.

### TVP Sport
Na antenie TVP Sport zadebiutowała podczas mistrzostw świata 2019. Od tamtej pory pracuje dla telewizji publicznej przy meczach reprezentacji Polski, Ekstraligi, Pucharu Polski oraz EURO 2022. Skomentowała także finał igrzysk olimpijskich w Tokio.
Była też pierwszą kobietą, która na antenie TVP Sport skomentowała mecz mężczyzn - było to spotkanie 2. Ligi pomiędzy GKS Katowice i Górnikiem Łęczna.
Podczas EURO 2025 skomentowała dziewięć spotkań, z czego siedem (w tym wszystkie mecze Polek oraz finał) ze stadionów w Szwajcarii.

## Złota Piłka
Od 2022 roku jest polską elektorką w plebiscycie Złota Piłka Kobiet.